# Gonzalo Queipo de Llano y Sierra
Gonzalo Queipo de Llano y Sierra (castellà: Gonzalo Queipo de Llano)  (Tordesillas, 10 de febrer de 1875 - Camas, 9 de març de 1951), I marquès de Queipo de Llano, va ser un general espanyol, conspirador i un dels principals protagonistes, principalment a Sevilla, del cop d'estat que va donar origen a la Guerra Civil espanyola.

## Vida

### Inicis
Format a l'Acadèmia de Cavalleria de Valladolid, va prendre part com oficial en les campanyes de Cuba i el Marroc. Va participar el 1928 en activitats contra la dictadura de Primo de Rivera, el que li va valer ser bandejat. Al desembre de 1930, durant el mandat del general Berenguer, va ser un dels militars participants en el complot republicà a l'aeròdrom de Cuatro Vientos contra la monarquia, després del fracàs de la revolta de Jaca. Aquesta acció, també fallida, portada a terme juntament amb Ramón Franco (germà del general insurrecte Francisco Franco) va obligar a ambdós a abandonar Espanya i exiliar-se a Portugal. L'exili va durar poc, car el 14 d'abril de 1931 es va proclamar la II República i va poder tornar a Espanya.

### Durant la república
Com a presumptament addicte a la causa republicana se li va concedir el comandament de la 1a. Divisió Orgànica (el rang de general de Divisió era el màxim en l'exèrcit en aquest moment, ja que per decret de 16 de juny de 1931 s'havien suprimit les capitanies generals i els graus de capità general i tinent general). Va ser també cap de la Casa Militar del president de la República, Alcalá-Zamora, amb el qual va emparentar com consogre durant el seu període en el càrrec, fins a 1934.
Durant el bienni radical-cedista se li confia la Inspecció General de Carabiners. Aquest càrrec, com ell mateix declararia cínicament més tard, li va permetre desplaçar-se, sense aixecar sospites, per tot Espanya i contactar amb els militars compromesos que preparaven el cop d'estat.

### Cop d'estat
Se li va assignar l'aixecament a Sevilla dels militars en el cop d'estat. En produir-se l'aixecament a les guarnicions del Marroc, el 17 de juliol de 1936, Queipo de Llano es trobava a Huelva per a despistar al govern simulant una inspecció, i estant en el cinema va ser informat de l'execució del cop, senyal per al començament del de la revolta que s'havia estat preparant.
La consolidació de la presa de Sevilla pel Terç i els Regulars es produeix per l'acció indiscriminada de l'artilleria i del terror en els barris que resistien, mitjançant detencions i afusellaments massius de militars lleials i de civils, militants, simpatitzants o presumptes simpatitzants de partits i sindicats d'esquerra. Gairebé sempre sobre la base de delacions, llistes negres o informes oficiosos.
Queipo de Llano va ser el veritable artífex d'aquest patró repressiu mestre (anomenat tècnicament neteja política), aplicat sistemàticament a Espanya fins al final de la guerra civil.

### Guerra civil
Nomenat Cap de l'Exèrcit d'Operacions del Sud va ser l'encarregat d'organitzar les forces de la regió andalusa, actuant amb una gran independència durant tota la guerra, el que li va valer una certa antipatia per part de Franco, poc acostumat que no es comptés amb ell en totes les decisions. En els pobles i ciutats que s'anaven conquerint, es va aplicar per ordre seva la mateixa neteja política que en els barris sevillans, pel que durant bastant temps ha estat recordat amb terror en molts pobles andalusos i extremenys. Va utilitzar per a aquest treball als falangistes, Guàrdia Civil, Requeté, Policia Muntada i altres forces paramilitars addictes.
Una novetat va ser la utilització de la ràdio com mitjà de guerra psicològica. Són famoses les seves xerrades radiofòniques a través dels micròfons d'Unió Ràdio Sevilla, dirigida pel tinent coronel Antonio Fontán, en les quals tots els dies, a les deu de la nit, amb la finalitat d'acoquinar a l'enemic i animar als partidaris nacionalistes en zona republicana, en un llenguatge directe i generalment groller, es burlava dels dirigents de la República i feia al·lusions a la virilitat de legionaris i regulars, amb comentaris tals com:
Els nostres valents legionaris i regulars han demostrat als rojos covards el que significa ser home de debò. I, alhora, a les seves dones. Això és totalment justificat perquè aquestes comunistes i anarquistes prediquen l'amor lliure. Ara almenys sabran el que són homes de debò i no milicians marietes. No se'n lliuraran per molt que bramin i espeterneguin.
Demà anem a prendre Peñaflor. Vagin les dones dels "rojos" preparant els seus mantons de dol.
Estem decidits a aplicar la llei amb fermesa inexorable: Morón, Utrera, Puente Genil, Castro del Rio, aneu preparant sepultures! Jo us autoritzo a matar com un gos a qualsevol que s'atreveixi a exercir coacció davant vosaltres; que si ho féssiu així, quedareu exempts de tota responsabilitat. 
Queipo de Llano va representar el terror amb les seves despietades consignes des de la ràdio, en les quals anticipava l'assassinat de milers de persones, assenyalava a les víctimes, i animava els assassins. Aquestes xerrades eren molt celebrades i seguides amb gran interès en la zona revoltada i el seu text publicat l'endemà obligatòriament per tots els diaris, encara que finalment al febrer de 1938 i seguint instruccions del comandament polític de Salamanca van ser suspeses, ja que el seu to no convenia a la imatge que del nou règim es pretenia donar a les potències democràtiques amb vista a un eventual reconeixement per part d'aquestes.
El gener de 1937 va dirigir les operacions de la presa de Màlaga amb l'ajut de tropes italianes feixistes al comandament del general Roatta, que va concloure amb una de les majors massacres de civils de tota la guerra. Però la implacable crueltat de Queipo s'havia girat contra ell tocant a la seva pròpia família, que en part havia quedat aïllada a Màlaga. També la seva germana Rosario va romandre retinguda en la presó Model de Madrid. Queipo va fer tot el possible per a salvar a la seva família, que per fi va ser alliberada gràcies al cònsol italià D. Tranquil Bianchi. Queipo disposava d'un adequat assortiment d'ostatges la vida dels quals conservava ex profeso. Per exemple, tenien en la presó de Melilla a la família (dona i sis nens) del general Miaja i totes les nits Queipo parlava per la ràdio :"...Miaja, tenim a la teva família en el nostre poder i tots ells pagaran amb les seves vides en represàlia pel que tu facis...", afinant que amb la seva pell farien carteres o petaques. Els historiadors no han aconseguit explicar perquè Miaja no va atacar Còrdova quan ho tenia molt fàcil. Al final de la guerra Rosario Queipo de Llano va poder ser canviada pel fill de Largo Caballero.
Andalusia es va convertir gairebé en un feu de Queipo de Llano, que dictava disposicions comercials, exigia impostos, repartia llicències d'exportació a través dels ports de Sevilla, Cadis, Huelva i Algesires, estenia el cultiu de l'arròs (molt escàs en quedar València en zona republicana) a les maresmes del Guadalquivir i fins i tot construïa habitatges socials i poblats de colonització mitjançant la compra a preus simbòlics de terres a aquells terratinents que, en alguna manera, havien simpatitzat amb el règim republicà. De totes aquestes actuacions no es rendien comptes oficials a la Junta de Burgos.

### Postguerra
En finalitzar la guerra el 1939 va ser nomenat tinent general, després que aquest rang, que havia estat eliminat per la República, fos restablert. Segons Pierre Vilar, el general Franco, a qui li destorba el seu excessiu protagonisme, va aconseguir «silenciar-lo».
Mitjançant decret de 26 de febrer de 1944, se li va concedir la Creu Llorejada de Sant Ferran en la seva categoria de Gran Cruz, però no la individual la qual havia sol·licitat endebades en acabar la guerra, possiblement per les seves discrepàncies amb el general Franco. El Generalísimo la hi va imposar en públic en un acte en la plaça d'Espanya de Sevilla.
Va ser nomenat Marquès de Queipo de Llano per Franco el 1950, encara que ell va rebutjar ostentar el títol. Amb la seva família ennoblida i situada i convertit en hisendat de diverses finques, ramader i conreador de fruiters, va morir el dia 9 de març de 1951 en la seva propietat del terme de Camas, denominada Gambogaz que li havia regalat l'Ajuntament de Sevilla per subscripció popular el 1937 sent alcalde el marquès de Sotohermoso. Va ésser enterrat l'endemà i envoltat de multituds a la basílica de la Macarena de la ciutat de Sevilla, de la Germandat de la qual havia estat nomenat en vida Confrare d'Honor.

## Veu de Queipo de Llano
- Veu de Queipo de Llano (en castellà). Fonoteca de Radio